# Christopher Walken
Christopher Walken, ursprungligen Ronald "Ronnie" Walken, född 31 mars 1943 i Queens i New York, är en amerikansk skådespelare.

## Biografi

### Uppväxt
Christopher Walkens föräldrar var den skotska emigranten Rosalie Russell och den tyska emigranten Paul Wälken. De ägde och drev bageriet Walken's Bakery i Astoria i Queens. Walken döptes efter skådespelaren Ronald Colman. Han uppfostrades inom metodism. Walken och hans bröder, Kenneth och Glenn var barnskådespelare som statister på TV under 50-talet. Något påtvingade av modern som drömde om ett liv i stjärnglans. Efter att Walken varit med i en sketch tillsammans med Dean Martin och Jerry Lewis ville han dock bli skådespelare.
När Walken var 15 år gammal klippte han sig som Elvis Presley och har återkommit till den frisyren hela livet. Han arbetade också en kort period som lejontämjare på en cirkus. Walken påbörjade studier vid Hofstra University men hoppade av efter bara ett år då han fick en roll i musikalen Best Foot Forward bredvid Liza Minnelli. Efter det tränade han för att bli en dansare på Washington Dance Studio.

### Tidiga roller
Walken fick redan som 10-åring en återkommande roll i Wonderful John Acton (1953) men han var då krediterad som Ronnie Walken. Under de kommande 2 åren syntes han frekvent på TV och på teatern. Mellan 1954 och 1956 delade han och hans bror Glenn på rollen som Michael Bauer i såpoperan The Guiding Light. 1964, när han arbetade som dansare på en nattklubb, föreslog Monique van Vooren att han skulle byta namn till Christopher då hon tyckte det passade honom bättre. Detta namn har han använt sedan dess.
1966 gjorde Walken Broadwaydebut med pjäsen The Lion in Winter. Han fick samma år också en roll i TV-filmen Barefoot in Athens. Han gjorde sin långfilmsdebut med Jag och min bror (1969). Samma år medverkade han även i ett avsnitt av Hawaii Five-O. Året efter hade han en roll i pjäsen Lemon Sky bredvid Charles Durning och Bonnie Bartlett, vilket skulle ge honom ett Drama Desk Award. Sin första roll i en storfilm fick han med Bandet (1971) där han medverkade tillsammans med Sean Connery och Dyan Cannon. Sin första huvudroll fick han i The Happiness Cage (1972).
Walken skulle sedan medverka i den av Paul Mazursky regisserade Next Stop, Greenwich Village (1976) där han nu provade att kalla sig Chris Walken. I den av Woody Allen regisserade Annie Hall (1977) spelade han titelkaraktärens bror och de skulle där råka stava hans namn fel som "Wlaken" i sluttexterna. George Lucas hade Walken i åtanke till att spela Han Solo i Stjärnornas krig (1977) men rollen gick i slutändan till Harrison Ford.

### Genombrott
Walken fick sitt genombrott med den av Michael Cimino regisserade Deer Hunter (1978). I filmen medverkade även Robert De Niro och Meryl Streep. Filmen skulle bli unisont hyllad tillsammans med de tre huvudrollsinnehavarna. Filmen blev också nominerad till 9 Oscars varav den vann 6. Walken tilldelades en Oscar för Bästa manliga biroll. För att få till sitt slitna utseende i sista delen av filmen åt Walken bara ris, banan och vatten i en månad. Filmen är ofta med på listor över världens bästa filmer. USA:s kongressbibliotek har valt ut den att bevaras för dess "kulturella, historiska och artistiska viktighet". Han återförenades med Cimino i Heaven's Gate (1980). Till skillnad från den förra filmen blev den brutalt sågad och har kallats den största floppen i filmhistorien. Filmen klipptes om tre gånger i hopp om att den skulle bli bättre. Filmen har kallats för Ciminos karriärdödare.

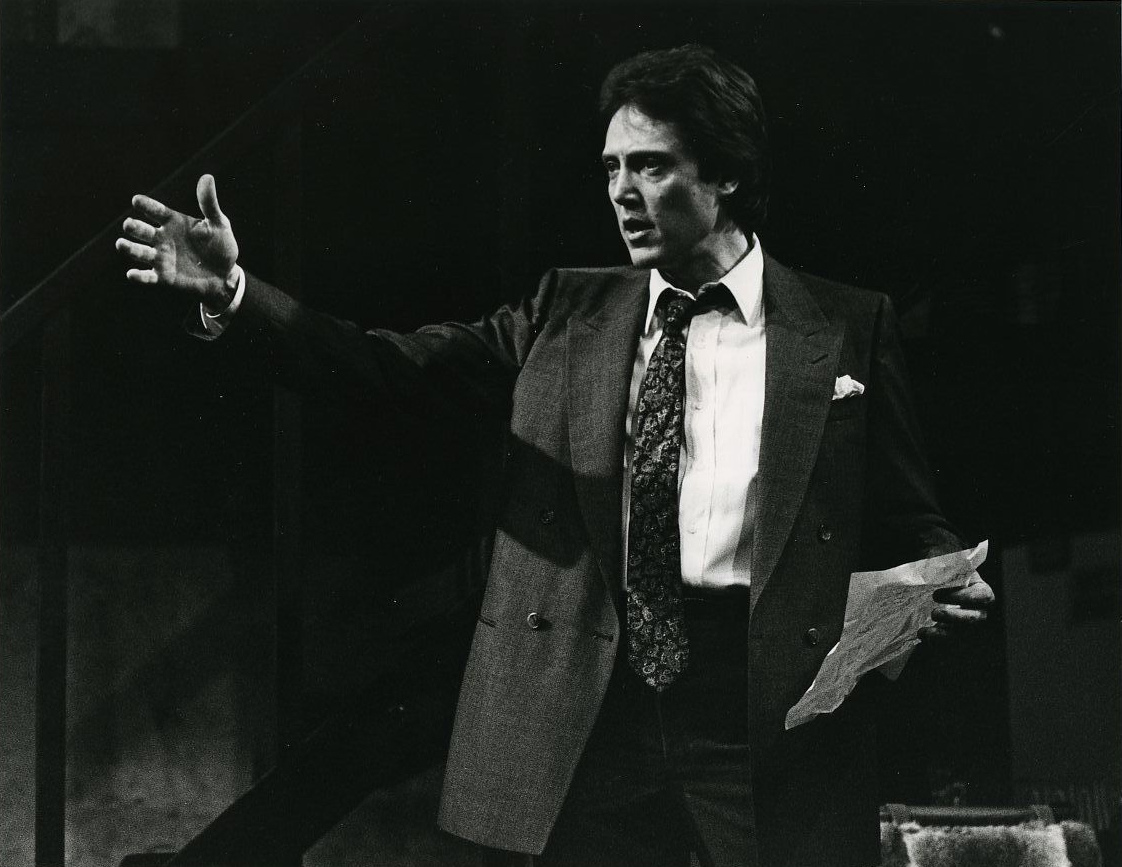
Christopher Walken i pjäsen Hurlyburly, 1984.

Walken kom att förvåna både publik och kritiker när han steppdansade i Pennies from Heaven (1981). Filmen fick god kritik men blev ingen kassako. Han medverkade sedan i Stephen King-filmatiseringen Dead Zone (1983) som regisserades av David Cronenberg. Samma år medverkade han i den problemfyllda filmen Brainstorm tillsammans med Natalie Wood. Det skulle bli Woods sista film då hon dog medan filmen spelades in. Han skulle återvända till teatern i pjäsen Hurlyburly (1984). Han skulle sedan spela Bondskurken Max Zorin i Levande måltavla (1985) mot Roger Moore i hans sista framträdande som James Bond. Trots blandande recensioner blev filmen en finansiell succé. Walken färgade sitt hår blont så att det bättre passade hans rollkaraktärs ursprung som ett nazistiskt experiment.

### Etablerad karriär
Walken skulle få stor uppmärksamhet för sin roll i Polarna på Camp Biloxi (1988). Samma år skulle han också medverka i den Robert Redford-regisserade Milagro, vilken fick ett mediokert mottagande. Även hans nästa film Communion (1989) skulle få ett dåligt mottagande. Walken skulle däremot få ett gott omdöme. Han medverkade tillsammans med Helen Mirren i konstfilmen The Comfort of Strangers (1990). Samma år spelade han langare i King of New York. Han skulle sedan spela skurken Max Shreck i Tim Burtons Batman – återkomsten (1992). Filmen skulle inte gå lika bra som sin föregångare och gjorde att Burton inte fick göra en tredje film i serien. Rollbesättningen blev dock hyllad, däribland Walken.

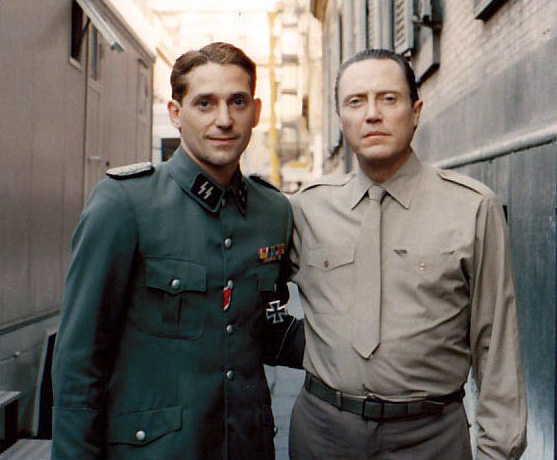
Massimo Ghini och Christopher Walken på inspelningen av Celluloide, 1996

Walken syntes sedan tillsammans med Dennis Hopper i True Romance (1993). Filmen var skriven av Quentin Tarantino och blev kritikerrosad. Den spelade precis in sina kostnader men har blivit en kultfilm. Walken återförenades med Tarantino när han sedan regisserade Pulp Fiction (1994). Där hade han en mindre men minnesvärd biroll. Filmen kom att bli en oerhörd succé både bland publik, galor och kritiker. Den blev också ett popkulturellt fenomen och en kultfilm. Han skulle både skriva och medverka i pjäsen Him (1995) som handlade om hans idol Elvis Presley i efterlivet. Året efter medverkade han i den italienska filmen Celluloide.
Walken skulle medverka i den romantiska sciencefiction komedin Rätt upp i 90-talet! (1999) tillsammans med Brendan Fraser och Alicia Silverstone. Samma år medverkade han i den Tim Burton-regisserade Sleepy Hollow som den huvudlöse ryttaren. I filmen syntes även Johnny Depp och Christina Ricci och skulle bli en framgång. Han skulle återvända till Broadway i pjäsen James Joyce's The Dead (2000). Pjäsen skulle få en Tony Award för bästa adaption. Han skulle sedan få mycket uppmärksamhet när han dansade i musikvideon till Fatboy Slims låt Weapon of Choice. Videon var regisserad av Spike Jonze och skulle vinna sex priser på MTV Awards. Han porträtterade bedragaren Frank Abagnale, Jrs pappa i Catch Me If You Can (2002). Filmen var regisserad av Steven Spielberg och gav honom en andra Oscarsnominering till Bästa manliga biroll.

### Karriären dalar
Walken skulle för sin medverkan i de tre filmerna The Country Bears (2002), Gigli (2003) och Kangaroo Jack (2003) bli nominerad till Sämsta biroll på Golden Raspberry Award. Han syntes tillsammans med Ben Stiller och Jack Black i komedin Envy (2004). Filmen blev både sågad och en flopp. Detsamma gällde för hans övriga filmer det året däribland Around the Bend, The Stepford Wives och Man on Fire där han syntes ihop med Denzel Washington. Den sistnämnda skulle få revansch på videomarknaden och tjäna in sin produktionskostnad. Han skulle sedan göra ett gäng komedier som gick bra på biograferna men blev brutalt sågade som till exempel Click (2006), Man of the Year (2006), Balls of Fury (2007), Five Dollars a Day (2008), The Maiden Heist (2009). Undantagen blev Wedding Crashers (2005) och Hairspray (2007) som båda blev kommersiella succéer och omtyckta av kritiker.

### Vidare karriär
Walken skulle återvända till teatern med pjäsen A Behanding in Spokane (2010). Hans insats gav honom en Tony Award-nominering för Bästa huvudroll. Han skulle porträttera gangstern Shondor Birns i den biografiska filmen Kill the Irishman (2011) som fick ett blandat mottagande bland kritiker och floppade på biograferna. Han syntes sedan i ensemblefilmen Seven Psychopats (2012) och i A Late Quartet (2012) tillsammans med Philip Seymour Hoffman. Samma år medverkade han också tillsammans med Al Pacino i Stand Up Guys som inte mottogs väl av varken publik eller kritiker. Han skulle porträttera Gyp DeCarlo i den Clint Eastwood regisserade Jersey Boys (2014). Filmen skulle få blandad kritik men Walken den största uppmärksamheten.
Walken medverkade tillsammans med Hugh Jackman och Taron Egerton i Eddie the Eagle (2015). Han skulle sedan göra rösten till Kung Louie i nyinspelningen av Djungelboken (2016) där han sjöng låten "Jag vill ju va som du". Han syntes sedan i de sågade filmerna Father Figures (2017) och Irreplaceable You (2018). Han skulle sedan bli hyllad för sin insats i TV-serien The Outlaws (2021-2023) som var ett samarbete mellan BBC och Amazon Prime. Han skulle också bli hyllad för sin insats i Apple+ serien Severence (2022). Han blev också nominerad för en Emmy Award. Han skulle även synas i den kritikerrosade science fictionfilmen Dune: Part Two (2024).

## Anseende
Walken har i många sammanhang förklarats som en ojämn, excentrisk och en av de mest respekterade skådespelarna ur sin generation. Han anses vara en kultförklarad skådespelare och en ikon. Känd för sin mångsidighet har han blivit utnämnd som en av de bästa skådespelarna genom tiderna av filmtidningen Empire. Hans Oscarvinnande insats i Deer Hunter (1978) har utsetts som den 88:de bästa skådespelarinsatsen någonsin av filmtidningen Premiere Magazine. Han har också för sin roll i Pennies from Heaven (1981) utsetts av Entertainment Weekly som en av de 100 insatser någonsin som borde ha vunnit en Oscar. Han har också med sina många cameos kallats för "kungen av cameos". Regissören Quentin Tarantino har sagt att Walkens cameo i True Romance (1993) är en av de saker han är stoltast över i sin karriär.
Walken tackar väldigt sällan nej till en filmroll utan ser alla roller som lärande och en erfarenhet. Han avböjer filmroller enbart när han inte har tid. Abel Ferrera hade särskilt skrivit rollen som Ray Rubin i Go Go Tales (2007) för Walken. Den gick istället till Willem Dafoe. Walken har också en väldigt igenkännbar unik röst och talstil och jämförs ofta med William Shatner eller Garrison Keillor.

## Privatliv
Walken gifte sig med castingagenten Georgianne Thon 1969. De träffades på en turné av West Side Story 1963. De har inga barn och Walken har nämnt att det är anledningen till hans långa karriär.
Walken var med på Robert Wagners yacht natten den 29 november 1981 då Natalie Wood försvann och senare hittades död genom drunkning. Walken ansågs aldrig vara misstänkt för något brott i händelsen.
Walken föredrar att bli kallad Chris framför Christopher.

### Walken som presidentkandidat 2008
I oktober 2006 rapporterades det att Walken skulle kandidera i 2008 års presidentval som partipolitiskt oberoende kandidat. Uppgiften dementerades av Walken, som emellertid föreföll road av uppmärksamheten. Kampanjsidan walken2008.com, som alltså sattes upp som ett skämt utan Walkens medverkan, fanns i maj 2010 fortfarande kvar på internet.

## Filmografi

### Filmer
| År   | Titel                                   | Roll                                       | Notering                  |
| ---- | --------------------------------------- | ------------------------------------------ | ------------------------- |
| 1966 | Barefoot in Athens                      | Lamprocles                                 | TV-film                   |
| 1969 | The Three Musketeers                    | John Felton                                | TV-film                   |
| 1969 | Jag och min bror                        | The Director                               |                           |
| 1971 | Bandet                                  | The Kid                                    |                           |
| 1972 | The Happiness Cage                      | Pvt. James H. Reese                        |                           |
| 1975 | Valley Forge                            | The Hessian                                |                           |
| 1976 | Next Stop, Greenwich Village            | Robert                                     |                           |
| 1977 | Annie Hall                              | Duane Hall                                 |                           |
| 1977 | Roseland                                | Russel (The Hustle)                        |                           |
| 1977 | Ondskans redskap                        | Det. Rizzo                                 |                           |
| 1978 | Shoot the Sun Down                      | Mr. Rainbow                                |                           |
| 1978 | Deer Hunter                             | Nikanor "Nick" Chevotarevich               |                           |
| 1979 | Mordängeln                              | Eckart                                     |                           |
| 1980 | Heaven's Gate                           | Nathan D. Champion                         |                           |
| 1980 | Krigshundarna                           | James "Jamie" Shannon                      |                           |
| 1981 | Pennies from Heaven                     | Tom                                        |                           |
| 1982 | Who Am I This Time?                     | Harry Nash                                 | TV-film                   |
| 1983 | Brainstorm                              | Dr. Michael Anthony Brace                  |                           |
| 1983 | Dead Zone                               | Johnny Smith                               |                           |
| 1985 | Levande måltavla                        | Max Zorin                                  |                           |
| 1986 | Öga mot öga                             | Brad Whitewood Sr.                         |                           |
| 1987 | Deadline                                | Don Stevens                                |                           |
| 1988 | Polarna på Camp Biloxi                  | Sgt. Merwin J. Toomey                      |                           |
| 1988 | Homeboy                                 | Wesley Pendergass                          |                           |
| 1988 | Puss in Boots                           | Puss (Mästerkatten)                        |                           |
| 1988 | Milagro                                 | Kyril Montana                              |                           |
| 1989 | Communion                               | Louis Whitley Strieber                     |                           |
| 1990 | King of New York                        | Frank White                                |                           |
| 1990 | The Comfort of Strangers                | Robert                                     |                           |
| 1991 | Sarah, Plain and Tall                   | Jacob Witting                              | TV-film                   |
| 1991 | All-American Murder                     | P.J. Decker                                |                           |
| 1991 | McBain                                  | Bobby McBain                               |                           |
| 1992 | Batman - Återkomsten                    | Max Shreck                                 |                           |
| 1992 | Brottsplats Miami                       | Pasco Meisner                              |                           |
| 1992 | Alla älskar Hollywood                   | Warren Zell                                |                           |
| 1993 | Skylark                                 | Jacob Witting                              | TV-film                   |
| 1993 | Scam                                    | Jack Shanks                                | TV-film                   |
| 1993 | True Romance                            | Vincenzo Coccotti                          |                           |
| 1993 | Wayne's World 2                         | Robert C. "Bobby" Cahn                     |                           |
| 1994 | A Business Affair                       | Vanni Corso                                |                           |
| 1994 | Pulp Fiction                            | Kapten Koons                               |                           |
| 1995 | I sista sekunden                        | Mr. Smith                                  |                           |
| 1995 | Sökaren                                 | Kim Ulander                                |                           |
| 1995 | The Addiction                           | Peina                                      |                           |
| 1995 | The Prophecy                            | Gabriel                                    |                           |
| 1995 | Things to Do in Denver When You're Dead | The Man with the Plan                      |                           |
| 1995 | Wild Side                               | Bruno Buckingham                           |                           |
| 1996 | Basquiat – den svarte rebellen          | The Interviewer                            |                           |
| 1996 | Celluloide                              | US Officer Rod Geiger                      |                           |
| 1996 | Last Man Standing                       | Hickey                                     |                           |
| 1996 | The Funeral                             | Raimundo Tempio                            |                           |
| 1997 | X-tra bagage                            | Raymond "Ray" Perkins                      |                           |
| 1997 | Mus i sitt eget hus                     | Caeser, the Exterminator                   |                           |
| 1997 | Suicide Kings                           | Carlo Bartolucci/Charlie Barret            |                           |
| 1997 | Touch                                   | Bill Hill                                  |                           |
| 1998 | Antz                                    | Col. Cutter                                | Röstroll                  |
| 1998 | Illuminata                              | Umberto Bevalaqua                          |                           |
| 1998 | New Rose Hotel                          | Fox                                        |                           |
| 1998 | Profetian - djävulens sändebud          | Gabriel                                    |                           |
| 1998 | Trance                                  | Uncle Bill Ferriter                        |                           |
| 1999 | Rätt upp i 90-talet!                    | Calvin Webber                              |                           |
| 1999 | Kiss Toledo Goodbye                     | Max                                        |                           |
| 1999 | Sleepy Hollow                           | Den huvudlöse ryttaren                     |                           |
| 1999 | The Opportunists                        | Victor "Vic" Kelly                         |                           |
| 1999 | Vendetta                                | James Houston                              | TV-film                   |
| 1999 | Sarah, Plain and Tall: Winter's End     | Jacob Witting                              | TV-film                   |
| 2000 | The Prophecy 3: The Ascent              | Gabriel                                    |                           |
| 2001 | America's Sweethearts                   | Hal Weidmann                               |                           |
| 2001 | Joe Dirt                                | Anthony Benedetti/Clem Doore/Gert B. Frobe |                           |
| 2001 | Popcorn Shrimp                          |                                            | Enbart manus och regissör |
| 2001 | Scotland, Pa.                           | Lieutenant McDuff                          |                           |
| 2001 | Farlig intrig                           | Alessandro Cagliostro                      |                           |
| 2002 | Catch Me If You Can                     | Frank William Abagnale Sr.                 |                           |
| 2002 | Engine Trouble                          | Rusty (röstroll)                           |                           |
| 2002 | Poolhall Junkies                        | Uncle Mike Flynn                           |                           |
| 2002 | The Country Bears                       | Reed Thimple                               |                           |
| 2002 | Begravda hemligheter                    | Frank Featherbed                           |                           |
| 2003 | Julius Caesar                           | Cato den yngre                             | TV-film                   |
| 2003 | Gigli                                   | Det. Stanley Jacobellis                    |                           |
| 2003 | Kangaroo Jack                           | Salvatore "Sal" Maggio                     |                           |
| 2003 | Welcome to the Jungle                   | Cornelius Hatcher                          |                           |
| 2004 | Around the Bend                         | Turner Lair                                |                           |
| 2004 | Envy                                    | J-Man                                      |                           |
| 2004 | Man on Fire                             | Paul Rayburn                               |                           |
| 2004 | The Stepford Wives                      | Mike Wellington                            |                           |
| 2005 | Domino                                  | Mark Heiss                                 |                           |
| 2005 | Romance and Cigarettes                  | Cousin Bo                                  |                           |
| 2005 | Wedding Crashers                        | William Cleary                             |                           |
| 2006 | Click                                   | Morty                                      |                           |
| 2006 | Fade to Black                           | Brewster                                   |                           |
| 2006 | Man of the Year                         | Jack Menkan                                |                           |
| 2007 | Balls of Fury                           | Feng                                       |                           |
| 2007 | Hairspray                               | Wilbur Turnblad                            |                           |
| 2008 | $5 a Day                                | Nat Parker                                 |                           |
| 2009 | The Maiden Heist                        | Roger Barlow                               |                           |
| 2011 | Dark Horse                              | Jackie                                     |                           |
| 2011 | Kill the Irishman                       | Shondor Birns                              |                           |
| 2012 | A Late Quartet                          | Peter Mitchell                             |                           |
| 2012 | Life's a Beach                          | Roy Calahan                                |                           |
| 2012 | Seven Psychopaths                       | Hans                                       |                           |
| 2012 | Stand Up Guys                           | Doc                                        |                           |
| 2013 | Gods Behaving Badly                     | Zeus                                       |                           |
| 2013 | The Power of Few                        | Doke                                       |                           |
| 2014 | Jersey Boys                             | Gyp DeCarlo                                |                           |
| 2014 | Turks & Caicos                          | Curtis Pelissier                           | TV-film                   |
| 2015 | Joe Dirt 2: Beautiful Loser             | Anthony Benedetti/Clem Doore/Gert B. Frobe |                           |
| 2015 | When I Live My Life Over Again          | Paul Lombard                               |                           |
| 2015 | The Family Fang                         | Caleb Fang                                 |                           |
| 2015 | Eddie the Eagle                         | Warren Sharp                               |                           |
| 2016 | Nine Lives                              | Felix Perkins                              |                           |
| 2016 | Djungelboken                            | Kung Louie                                 |                           |
| 2017 | Father Figures                          | Dr. Walter Tinkler                         |                           |
| 2018 | Irreplaceable You                       | Myron                                      |                           |
| 2019 | The Jesus Rolls                         | The Warden                                 |                           |
| 2020 | The War with Grandpa                    | Jerry                                      |                           |
| 2020 | Percy                                   | Percy Schmeiser                            |                           |
| 2020 | Wild Mountain Thyme                     | Tony Reilly                                |                           |
| 2024 | Dune: Part Two                          | Shaddam IV                                 |                           |

### TV
| År        | Titel                             | Roll                   | Noter                                                |
| --------- | --------------------------------- | ---------------------- | ---------------------------------------------------- |
| 1953      | The Wonderful John Acton[III]     | Kevin Acton            | Återkommande rollfigur                               |
| 1954      | The Motorola Television Hour[III] |                        | 1 avsnitt                                            |
| 1954-1956 | The Guiding Light                 | Michael "Mike" Bauer#1 |                                                      |
| 1963      | Naked City[III]                   | Chris Johannis         | 2 avsnitt                                            |
| 1970      | Hawaii Five-O                     | Walt Kramer            | Avsnitt: "Run, Johnny, Run"                          |
| 1977      | Kojak                             | Ben Wiley              | Avsnitt: "Kiss It All Goodbye"                       |
| 1990      | Saturday Night Live               | Värd                   | Avsnitt: "Christopher Walken / Bonnie Raitt"         |
| 1992      | Saturday Night Live               | Värd                   | Avsnitt: "Christopher Walken / Arrested Development" |
| 1996      | Saturday Night Live               | Värd                   | Avsnitt: "Christopher Walken / Joan Osborne"         |
| 2000      | Saturday Night Live               | Värd                   | Avsnitt: "Christopher Walken / Christina Aguilera"   |
| 2001      | Saturday Night Live               | Värd                   | Avsnitt: "Christopher Walken / Weezer"               |
| 2003      | Saturday Night Live               | Värd                   | Avsnitt: "Christopher Walken / Foo Fighters"         |
| 2008      | Saturday Night Live               | Värd                   | Avsnitt: "Christopher Walken / Panic! at the Disco"  |
| 2014      | Peter Pan Live!                   | Kapten Krok            | TV-special                                           |
| 2021-2024 | The Outlaws                       | Frank Sheldon          | 13 avsnitt                                           |
| 2022-     | Severance                         | Burt Goodman           | 9 avsnitt                                            |

^  III Krediterad som "Ronnie Walken."

### Som sig själv
| Titel                               | Avsnitt |
| ----------------------------------- | --- |
| Friday Night, Saturday Morning      | Avsnitt #3.13 (1980) |
| Great Performances                  | Celebrating Gershwin: 'S Wonderful (1987) |
| Late Night with David Letterman     | Avsnitt daterat 12 juni 1992 |
| Inside the Actors Studio            | Avsnitt#2.9 (1995) |
| The Rosie O'Donnell Show            | Avsnitt daterat 13 augusti 1997 |
| Rotten TV                           | Avsnitt #1.2 (2000) |
| The Movie Chart Show                | Avsnitt daterat 12 december 2001 |
| Comedy Central Roast of Denis Leary | |
| Late Show with David Letterman      | Avsnitt daterat 20 juni 2005 |
| Today                               | Avsnitt daterat 12 juli 2005 |
| Sunday Morning Shootout             | Avsnitt 2.4 Inside the Academy Awards |
| Getaway                             | Avsnitt #15.21 |
| Late Night with Conan O'Brien       | Avsnitt daterat 5 januari 2000 Avsnitt daterat 26 juli 2000 Avsnitt daterat 18 februari 2003 Avsnitt daterat 3 oktober 2003 Avsnitt daterat 29 september 2004 Avsnitt daterat 26 september 2006 Avsnitt daterat 16 juli 2007 |
| The Daily Show                      | Avsnitt daterat 17 juli 2007 Avsnitt daterat 24 januari 2013 |
| Rove Live                           | Rove:New York |
| Live with Regis and Kathie Lee      | Avsnitt daterat 24 juli 2007 Avsnitt daterat 12 oktober 2006 Avsnitt daterat 28 september 2004 |
| Friday Night with Jonathan Ross     | Avsnitt daterat 30 oktober 2009Teater |

### Teater
| År   | Titel                            | Roll                                     | Plats                          | Tid                                   |
| ---- | -------------------------------- | ---------------------------------------- | ------------------------------ | ------------------------------------- |
| 1952 | The Climate of Eden[IV]          | Berton                                   | Martin Beck Theatre            | 13 november 1952 – 22 november 1952   |
| 1958 | Besök av en gammal dam[IV]       | Karl Schill                              | Lunt-Fontanne Theatre          | 5 maj 1958 – 5 juli 1958              |
| 1958 | Besök av en gammal dam[IV]       | Karl Schill                              | Morosco Theatre                | 20 augusti 1958 – 29 november 1958    |
| 1958 | J.B.[III]                        | David[V]                                 | ANTA Playhouse                 | 11 december 1958 – 24 oktober 1959    |
| 1964 | High Spirits[III]                | musical ensemble                         | Alvin Theatre                  | 7 april 1964 – 27 februari 1965       |
| 1965 | Baker Street                     | One of the Killers                       | The Broadway Theatre           | 2 februari 1965 – 30 november 1965    |
| 1965 | Baker Street                     | One of the Killers                       | Martin Beck Theatre            | 3 september 1965 – 14 november 1965   |
| 1966 | The Lion in Winter               | Philip Capet (King of France)            | Ambassador Theatre             | 3 mars 1966 – 21 maj 1966             |
| 1966 | The Rose Tattoo                  | Jack Hunter                              | Billy Rose Theatre             | 9 november 1966 – 31 december 1966    |
| 1967 | The Unknown Soldier and His Wife | Unknown Soldier                          | Vivian Beaumont Theater        | 6 juli 1967 – 16 september 1967       |
| 1967 | The Unknown Soldier and His Wife | Unknown Soldier                          | George Abbott Theatre          | 18 september 1967 – 12, november 1967 |
| 1968 | Romeo och Julia                  | Romeo                                    | Stratford Shakespeare Festival |                                       |
| 1968 | En midsommarnattsdröm            | Lysander                                 | Stratford Shakespeare Festival |                                       |
| 1970 | Lemon Sky                        | Alan                                     | Playhouse Theatre              | 17 maj 1970 – 31 maj 1970             |
| 1972 | Enemies                          | Sintsov                                  | Vivian Beaumont Theater        | 9 november 1972 – 16 december 1972    |
| 1973 | The Plough and the Stars         | Jack Clitheroe                           | Vivian Beaumont Theater        | 4 januari 1973 – 10 februari 1973     |
| 1973 | Köpmannen i Venedig              | Bassanio                                 | Vivian Beaumont Theater        | 1 mars 1973 – 7 april 1973            |
| 1975 | Ungdoms ljuva fågel              | Chance Wayne                             | Harkness Theatre               | 29 december 1975 – 8 februari 1976    |
| 1984 | Hurlyburly                       | Mickey                                   | Ethel Barrymore Theatre        | 7 augusti 1984 – 2 juni 1985          |
| 1995 | Him                              | Elvis Presley, regissör, manusförfattare | New York Shakespeare Festival  |                                       |
| 2000 | James Joyce's The Dead           | Gabriel Conroy                           | Belasco Theatre                | 11 januari 2000 – 16 april 2000       |
| 2001 | Måsen                            | Sorin                                    | Delacorte Theatre              | 24 juli 2001 – 26 augusti 2001        |
| 2010 | A Behanding in Spokane           | Carmichael                               | Schoenfeld Theatre             | 4 mars – 6 juni                       |

^  III Krediterad som "Ronnie Walken."

^  IV Krediterad som "Ken Walken."

^  V Agerade som en ersättare för Arnold Merritt.

### Datorspel
- Ripper (1996) som Det. Vince Magnotta
- Privateer 2: The Darkening (1996) som David Hassan
- True Crime: Streets of LA (2003) som George
- True Crime: New York City (2005) som Gabriel Whitting

### Musikvideor
- Madonna – "Bad Girl" (1993) som Madonnas skyddsängel
- Skid Row – "Breakin' Down" (1995) som Gabriel från The Prophecy-trilogy
- Fatboy Slim –"Weapon of Choice" (2000) (även medkoreograf)

### CD
- "Korpen" av Edgar Allan Poe på CD:n "Closed on Account of Rabies".